# Чизкейк

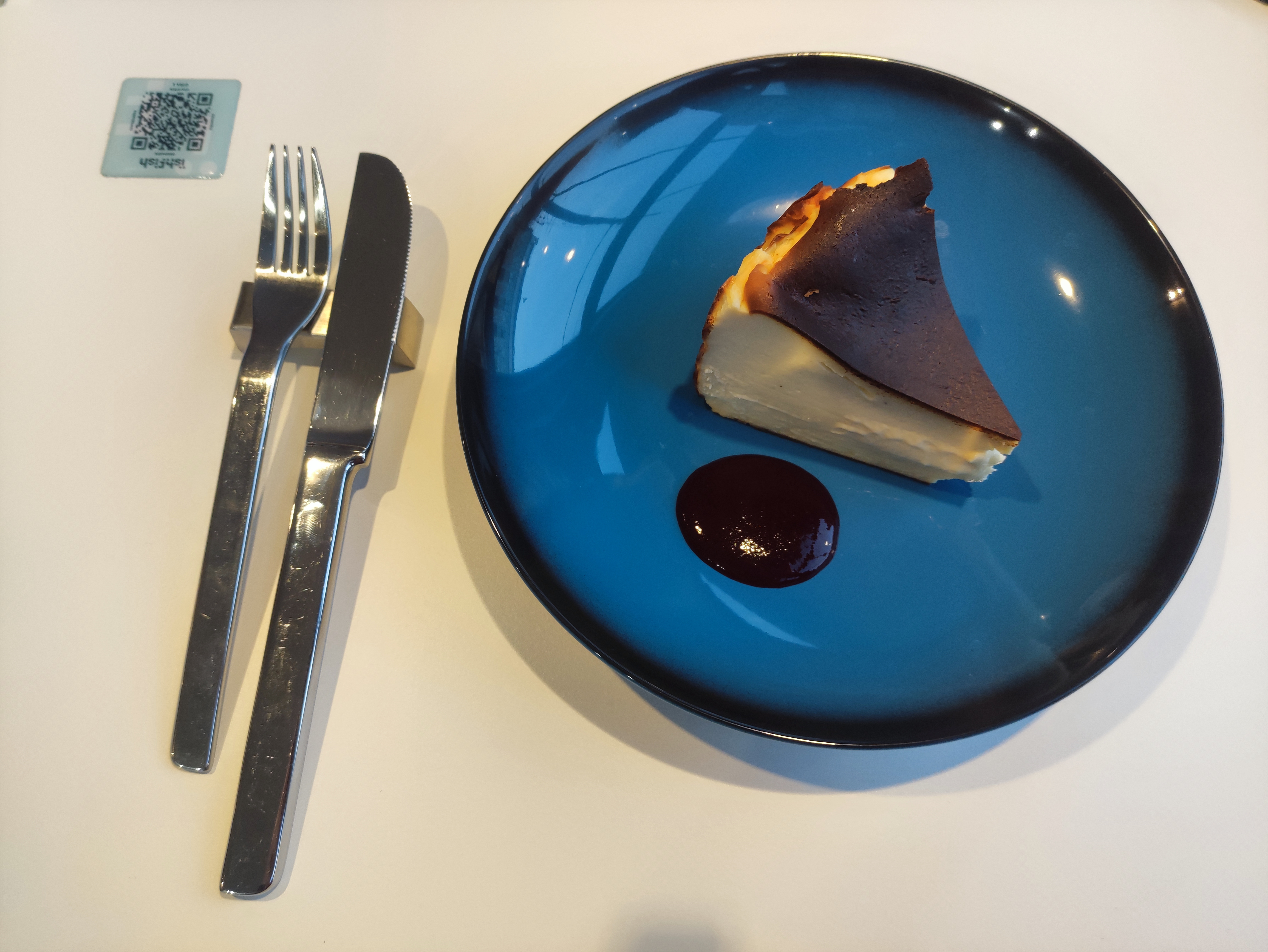

Чизкейк (англ. cheese — сир, cake — торт) — страва європейської та американської кухні, що являє собою сирний десерт від сирної запіканки до тістечка суфле. Перші чизкейки з'явилися в Стародавній Греції.

## Опис
Чизкейки в Америці та Канаді готують з сиру філадельфія і його аналогів. Використовують також цукор, яйця, вершки і фрукти. Суміш з цих інгредієнтів кладеться на основу з печива або солодких крекерів.
Часто додають приправи (ваніль, шоколад) і прикраси з фруктів, наприклад, полуниці. В Італії торт виготовляють з рікоти, у Німеччині, Нідерландах, Польщі та Україні використовують сир селянський. Чизкейки бувають двох видів: печені і непечені.
Найпоширеніша проблема при приготуванні  сирного торта — поява тріщини в начинці при охолодженні. Є кілька методів уникнути цього. Один з них полягає в випічці пирога в водяній бані, щоб забезпечити рівномірний підігрів. Інший — в підтримці невисокої температури протягом часу випічки. Потім треба повільно охолоджувати чизкейк, відкривши дверцята духовки. Третій — через 10-15 хвилин після вилучення з духовки, для зменшення натягу поверхні, чизкейк акуратно відокремлюють від стінок форми ножем. У такому вигляді чизкейк залишають в формі до цілковитого охолодження (приблизно 1,5-2 години). Якщо ці способи не допомагають, сирну масу прикрашають фруктами, збитими вершками або крихтою з печива.
У Великій Британії чизкейк — непечений холодний десерт, який зазвичай складається з базового шару — товченого печива, змішаного з вершковим маслом і спресованого в товстий млинець, і шару начинки — суміші з молока, цукру, сиру, вершків, іноді — желатину.

## Веганський чизкейк
Із розповсюдженням веганства з'явилися і веганські чизкейки. В таких чизкейках використовують різні замінники молочного сиру.

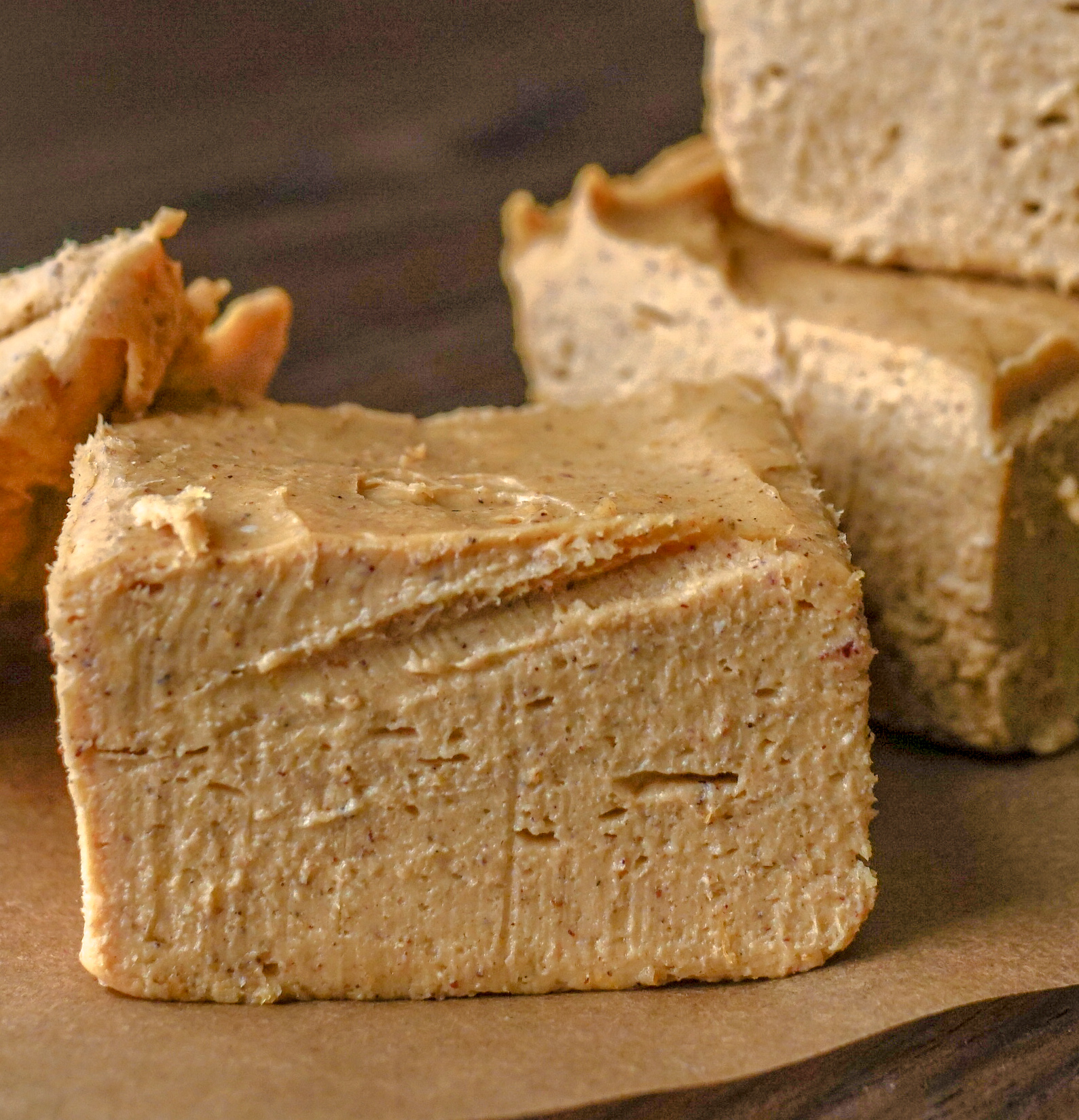
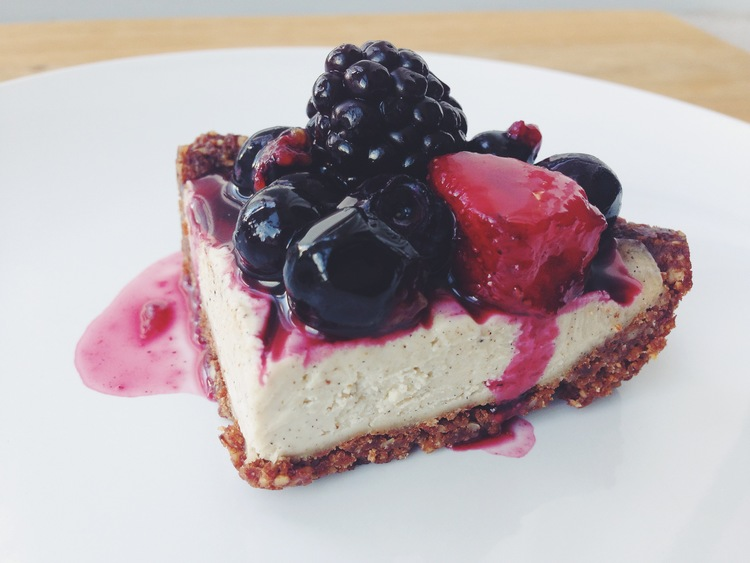
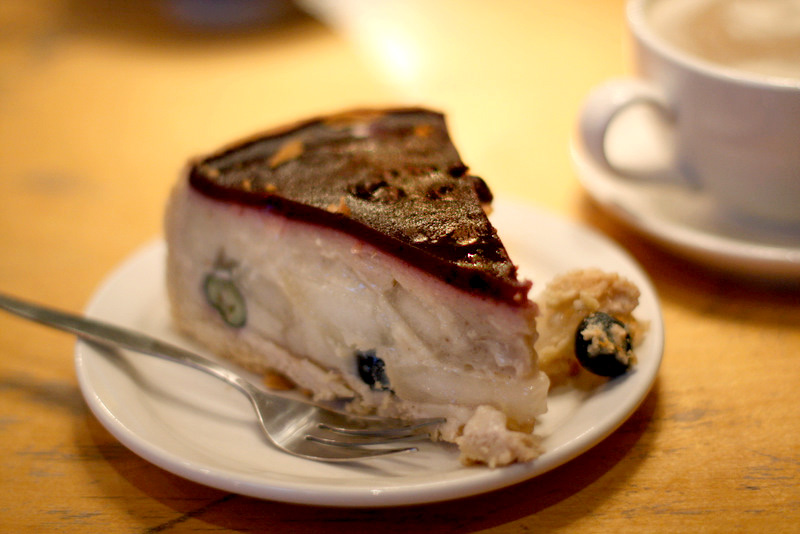
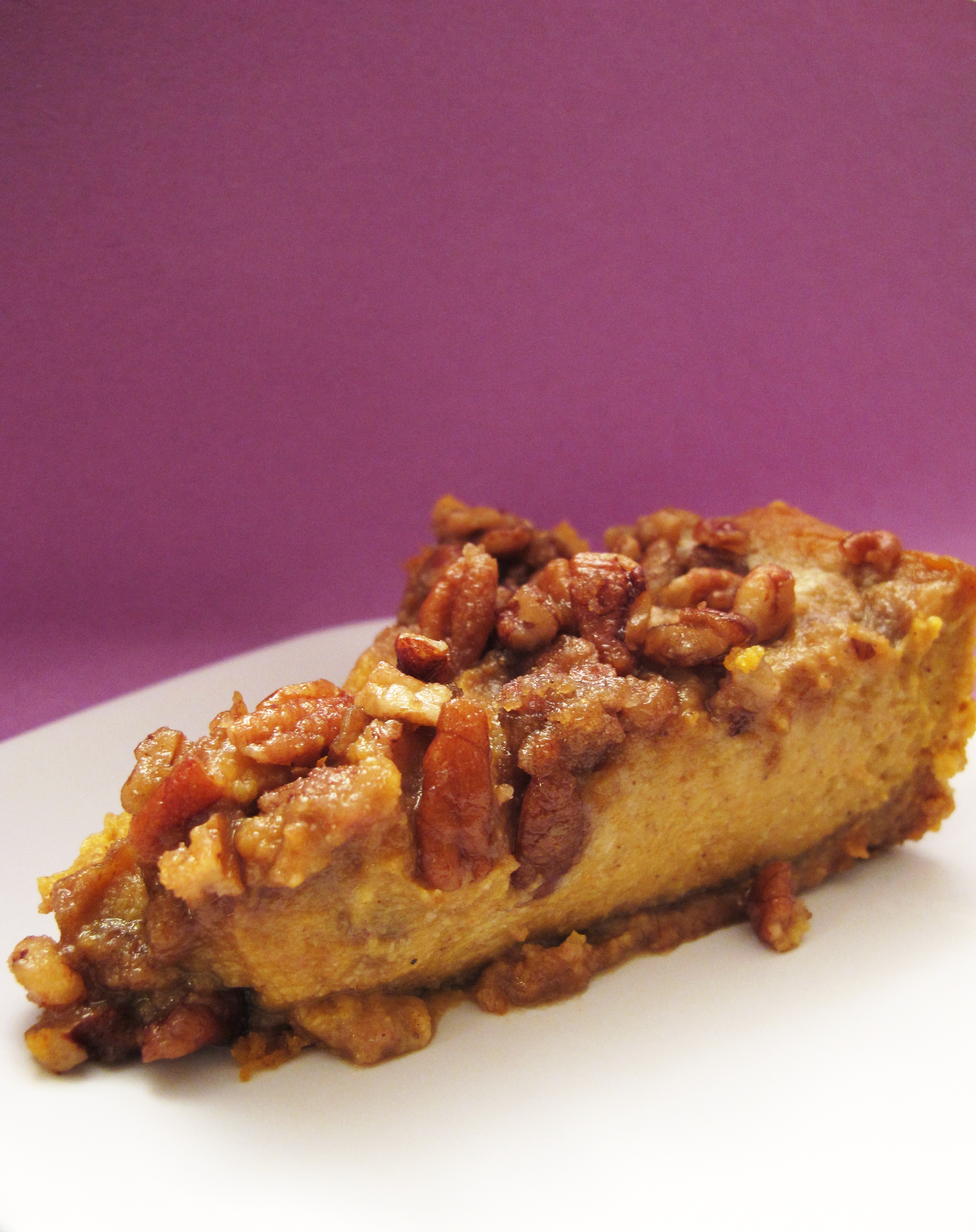